# Żebro Rajtara

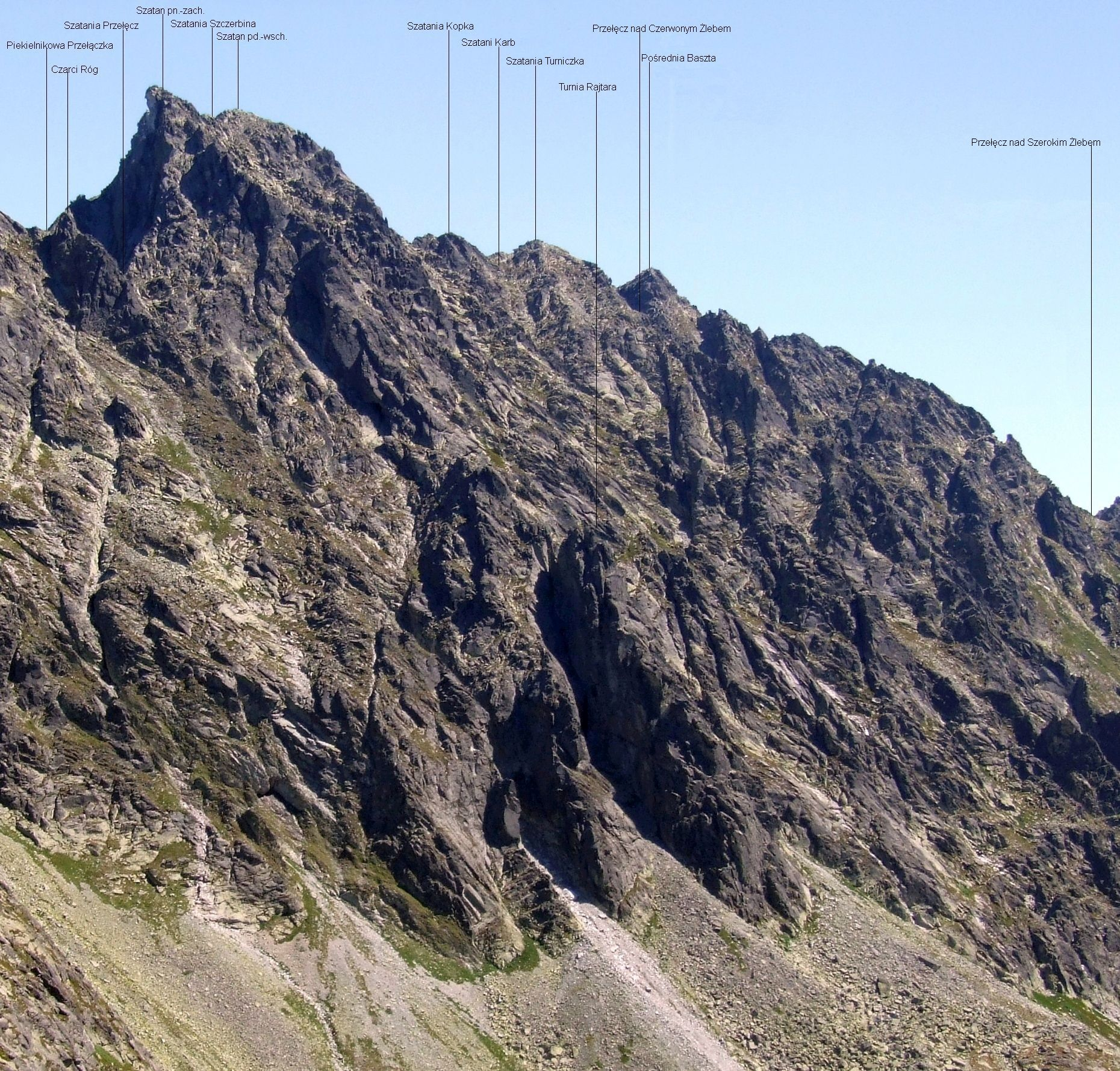
Widok z podejścia na Bystrą Ławkę

Żebro Rajtara – żebro na zachodniej ścianie Szatana w Grani Baszt w słowackich Tatrach Wysokich. Opada z zachodniego jego wierzchołka na piargi Doliny Młynickiej w pobliżu Niżniego Koziego Stawu. Różnica jego wysokości wynosi około 400 m. Na wysokości około 2200 m rozgałęzia się na dwa ramiona obejmujące urwistą i głęboko wciętą depresję. Najniższa część depresji to zawalony piargami żleb o szerokości do 20 m. Górna część to ściana zbudowana połogich płyt, za którymi znajduje się nyża nakryta olbrzymim okapem o wysięgu dochodzącym do 10 m i szerokości 15 m. Pomiędzy dach, a obydwa ramiona żebra Rajtara wcinają się gładkie i wąskie kominy pokryte brązowymi naciekami. Lewy komin jest przewieszony na całej swojej wysokości, prawy tylko w górnej części. 
W prawym ramieniu żebra znajduje się Turnia Rajtara. Między nią a górną częścią żebra znajduje się przełączka, do której turnia opada 15-metrowym uskokiem. W przełączce jest kilka zaklinowanych olbrzymich głazów. Powyżej przełączki, w górnej części prawego ramienia Żebra Rajtara znajdują się jeszcze dwie turniczki. 
Autorem nazwy żebra jest Władysław Cywiński. Upamiętnił nią jednego z dwóch słowackich taterników (Pavol Rajtar i Igor Treskoň), którzy jako pierwsi przeszli tym żebrem 21 lipca 1963 r. Żebro Rajtara jest dla taterników najciekawszym obiektem wspinaczkowym w zachodniej ścianie Szatana. Prowadzą nim trzy drogi wspinaczkowe:
1. Lewym ramieniem zachodniego żebra (Podszepty szatana); w dole IV, miejsce V-, w górze III w skali tatrzańskiej, czas przejścia 3 godz.
2. Prawym ramieniem zachodniego żebra; w dolnej części B, miejsca A0, w górnej III, 5 godz.
3. Trawers 2200 (z prawej depresji do żlebu Szataniej Przełęczy); 0+, 30 min[1].